# Comité Paralímpico Ruso
El Comité Paralímpico Ruso (del ruso: Паралимпийский комитет России) es el Comité Paralímpico Nacional que representa a Rusia. Forma parte del Comité Paralímpico Europeo.

## Suspensión
El Comité fue suspendido del movimiento paralímpico el 7 de agosto de 2016, debido al escándalo del programa de dopaje patrocinado por el estado. El Comité Paralímpico Internacional (CPI) incluso anunció que había establecido unánimemente la prohibición de que todo el equipo paralímpico ruso compitiera en los Juegos Paralímpicos de Río de Janeiro 2016. La suspensión contra el Comité se confirmó en septiembre de 2017.
El CPI si ha permitido que los atletas considerados «limpios» participen en los Juegos Paralímpicos de Pyeongchang 2018 con el nombre de «Atletas Paralímpicos Neutrales». Competirán bajo la bandera paralímpica, y el himno paralímpico se utilizará durante las ceremonias para aquellos que ganan medallas.